# Stadion piłkarski Ośrodka Sportu i Rekreacji w Gorzowie Wielkopolskim
Stadion piłkarski Ośrodka Sportu i Rekreacji w Gorzowie Wielkopolskim – stadion piłkarski znajdujący się w Gorzowie Wielkopolskim. Na tym obiekcie rozgrywają swoje mecze piłkarze Stilonu i Warty oraz piłkarki TKKF Stilonu.

## Położenie
Stadion położony jest przy ulicy Olimpijskiej w Gorzowie Wielkopolskim, w zachodniej części miasta. Obiekt od północy okala dom handlowy, od wschodu Osiedle Sobieskiego, od południa Osiedle Słoneczne, a od zachodu zabudowa usługowo-rzemieślnicza. Nieopodal, na północ od stadionu, przebiega dwupasmowa ulica Myśliborska, która stanowi część drogi wojewódzkiej nr 130.

## Historia

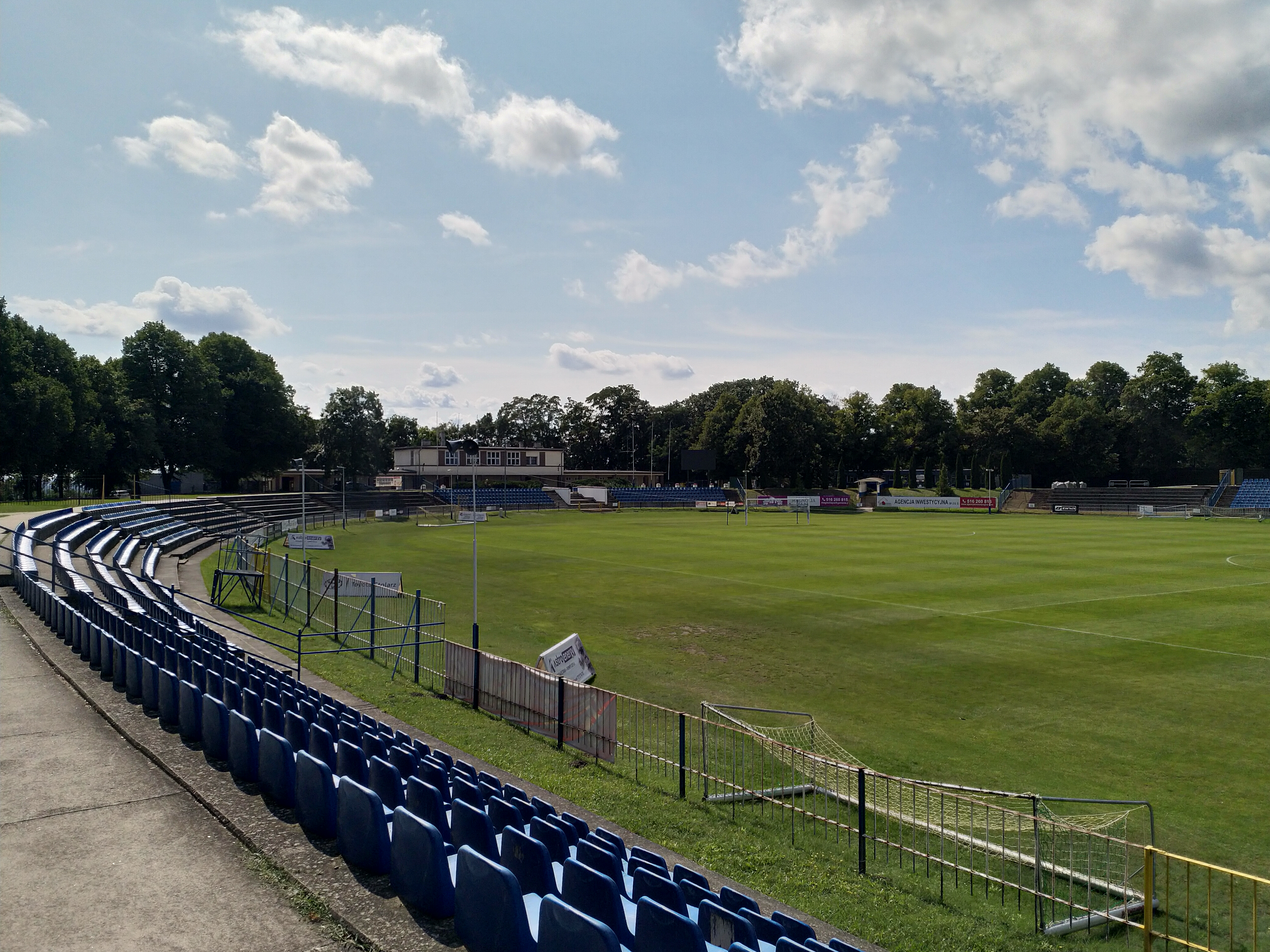
Trybuny od strony wschodniej z widokiem na główną bramę wejściową

Stadion piłkarski Ośrodka Sportu i Rekreacji w Gorzowie Wielkopolskim - najstarszy i drugi co do wielkości stadion w mieście, położony przy ul. Olimpijskiej 29, powstał w latach 1927–1929 na terenie dawnego poligonu wojskowego, a jego otwarcie nastąpiło 11 sierpnia 1929 roku. Przed i po wojnie obiekt pełnił funkcje stadionu miejskiego, jego gospodarzem po wojnie była Warta Gorzów Wielkopolski, następnie Gwardia, od lat 50. stał się stadionem Stilonu Gorzów Wielkopolski. 1 maja 1945 roku rozegrano pierwszy po wojnie i w historii polskiego Gorzowa Wielkopolskiego mecz piłkarski. W latach 1947–1950 na bieżni stadionu rozgrywano zawody żużlowe.
W latach 70. i 80. XX wieku na gorzowskim stadionie odbyło się kilka meczów juniorskich reprezentacji Polski. W 1978 i 1979 roku z NRD, w 1980 roku z Holandią w ramach turnieju czterech państw, w 1983 roku przy obecności 11 tys. widzów ponownie z NRD, w 1984 roku z Rumunią i w 1986 roku z Grecją w ramach eliminacji do Mistrzostw Europy U–18. Ostatnie spotkanie juniorskiej reprezentacji Polski odbyło się tutaj 23 maja 1998 roku i był to mecz towarzyski U–16 Polska–Niemcy.
W 1976 roku rozegrano tutaj finał Pucharu Polski na szczeblu województwa zielonogórskiego z lat 1950–1975 pomiędzy Stilonem a Zastalem Zielona Góra, który zgromadził 6000 kibiców. W 1977 i 1980 roku finał Pucharu Polski na szczeblu województwa gorzowskiego, natomiast w 2019 roku na szczeblu województwa lubuskiego.
12 listopada 1978 roku podczas meczu 12 kolejki II ligi Stilon – Lechia Gdańsk padł historyczny rekord frekwencji obiektu – ponad 15 tysięcy widzów. Wysokie frekwencje w sezonie 1978/1979 II ligi padały również podczas meczów z Moto Jelczem Oława i Piastem Gliwice – 13 tysięcy, Zagłębiem Wałbrzych, Zawiszą Bydgoszcz, Stoczniowcem Gdańsk i ROW Rybnik  – 12 tysięcy, Olimpią Poznań – 11 tysięcy oraz Wartą Poznań i Bałtykiem Gdynia – 10 tysięcy kibiców.
30 września 1979 roku Stilon zagrał tutaj w 1/16 finału Pucharu Polski ze Śląskiem Wrocław. Mecz przyciągnął 10 tys. widzów. 30 sierpnia 1989 roku mecz Stilonu z Ruchem Chorzów w 1/16 finału Pucharu Polski również zgromadził 10 tys. kibiców. 10 czerwca 1992 roku rozegrany tu został mecz rewanżowy w półfinale Pucharu Polski, gospodarze zagrali z Miedzią Legnica, a spotkanie przyciągnęło 1500 widzów.

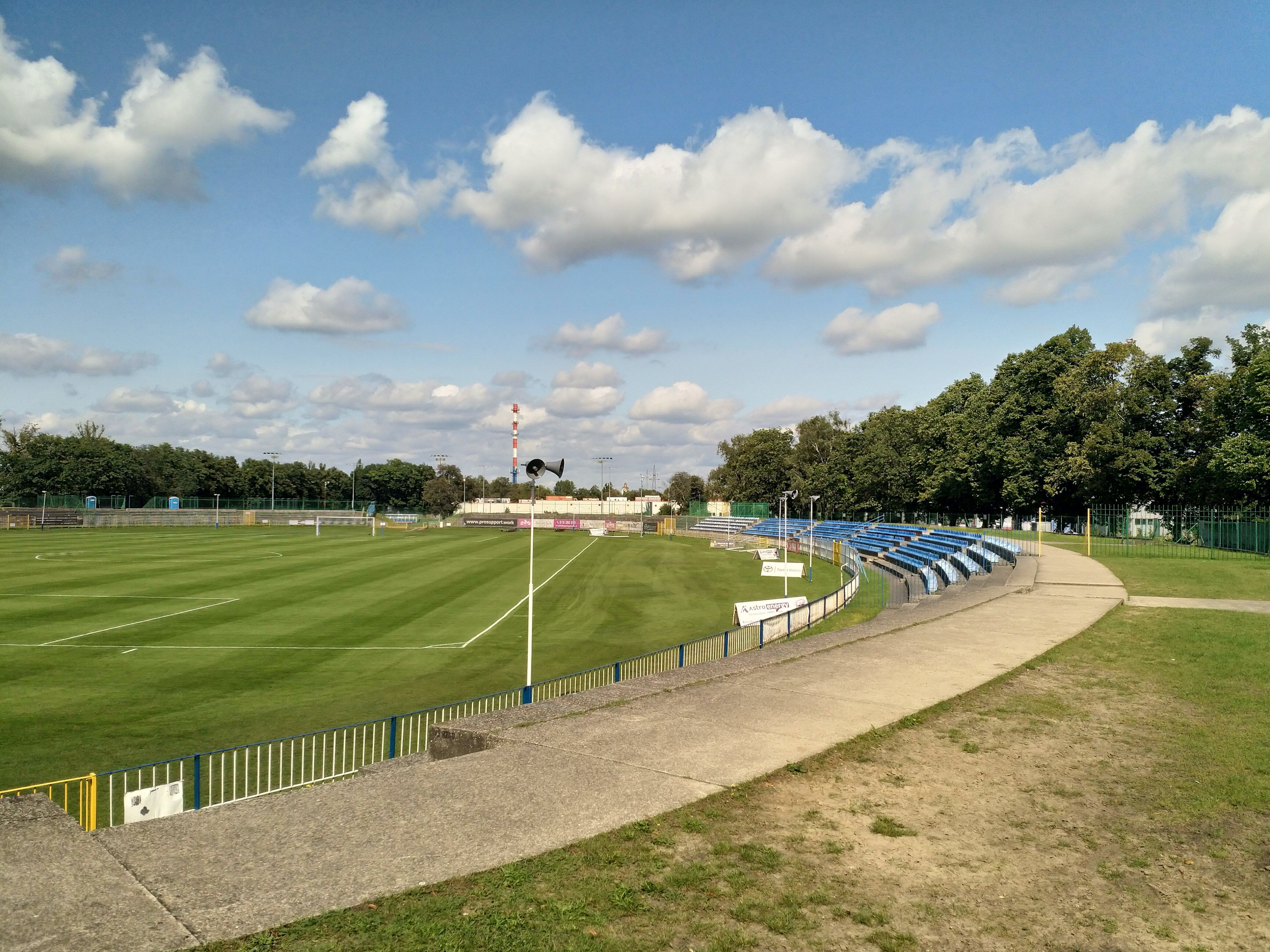
Trybuny od strony wschodniej z widokiem na sektor dla kibiców gości

1 stycznia 1997 roku obiekt miał być skomunalizowany, ale pozostał własnością Stilonu. W końcu lat 90. klub odsprzedał część gruntów pod pawilon austriackiej sieci Minimal (później polskie Nomi). Stadion znajduje się w administracji należącego do miasta Ośrodka Sportu i Rekreacji w Gorzowie Wielkopolskim. Obiekt został zmodernizowany w 2008 roku. Powstał osobny parking dla kibiców gości oraz kibiców miejscowych. Usunięto jeden sektor i tym samym powstał wymagany tunel dla piłkarzy. Trybuna honorowa (sektor E) została całkiem zadaszona oraz zamontowano nowe krzesełka. Ławki na sektorach C-D i F-G zamieniono na krzesełka. Krzesełka są również na sektorach N-T, A oraz Z. Powstały nowe boksy, ponadto zainstalowano nowy zegar świetlny i monitoring na trybuny. Na koronie stadionu została ułożona kostka betonowa. Na przełomie czerwca i lipca 2009 roku została wymieniona cała płyta główna.
W wyniku przebudowy dotychczasowego stadionu Warty przy ulicy Krasińskiego, a następnie sporu klubu piłkarskiego Warta Gorzów Wielkopolski z władzami miasta, które wykluczyły powrót piłkarzy Warty na swój obiekt macierzysty, od sezonu 2020/2021 III ligi rozgrywają tutaj swoje mecze również piłkarze Warty.
W 2022 roku ogłoszono plan przebudowy obiektu, w wyniku której pojemność stadionu miałaby wynosić 8–10 tys. miejsc.

## Sektory
Posiada 24 sektory(A–Z):
- A – miejsca siedzące (sektor klubu)
- B – miejsca stojące
- C–D – miejsca siedzące (dla posiadaczy karnetów)
- E – miejsca siedzące (trybuna honorowa VIP)
- F–G – miejsca siedzące (dla posiadaczy karnetów)
- H–K – miejsca stojące (sektory dla uczniów szkół podstawowych)
- L–Ł – miejsca stojące (sektor gości)
- M–U – miejsca siedzące (także są miejsca stojące, mogą być strefą buforową)
- V–W – miejsca stojące (sektor kibiców Stilonu – nazywany Bombowy Sektor H)
- Z – miejsca siedzące

## Mecze reprezentacji Polski
| Rodzaj rozgrywek                 | Data spotkania       | Rywal reprezentacji Polski | Frekwencja | Wynik meczu | Strzelcy bramek                                                |
| -------------------------------- | -------------------- | -------------------------- | ---------- | ----------- | -------------------------------------------------------------- |
| Mecz towarzyski juniorów         | 23 maja 1978         | NRD                        | 5000       | 2:3         | Turowski 8', Grzegorczyk 30' – Wellschmidt 36', 70', Helms 51' |
| Mecz towarzyski juniorów         | 16 listopada 1979    | NRD                        |            | 0:3         | Halata 15', Wagner 29', Pahlke 56'                             |
| Turniej juniorów czterech państw | 18 lipca 1980        | Holandia                   | 1500       | 1:0         | Dziekanowski 63'                                               |
| Mecz towarzyski (U-21)           | 12 kwietnia 1983     | NRD                        | 11 000     | 0:1         | Halata 56'                                                     |
| Mecz towarzyski (U-21)           | 28 marca 1984        | Rumunia                    | 6000       | 0:0         |                                                                |
| Eliminacje ME U-21 1988          | 14 października 1986 | Grecja                     | 5000       | 1:0         | Ptak 14'                                                       |
| Mecz towarzyski (U-16)           | 23 maja 1998         | Niemcy                     | 500        | 0:3         | Wersching 15', 56', Löring 25'                                 |